# Ron Kauk
Ron Kauk (Redwood City, 23 settembre 1957) è un arrampicatore e alpinista statunitense.
Da adolescente scoprì il parco Yosemite e per molti anni la sua vita è rimasta legata al parco ed al campo numero 4 dove ha vissuto. 
È considerato uno dei più importanti arrampicatori (freeclimber) della storia di questo sport, avendo contribuito costantemente all'innalzamento del grado di difficoltà delle vie d'arrampicata.
Sin da molto giovane ha sviluppato la passione per l'arrampicata che lo ha portato ad affrontare numerose ascensioni di notevole difficoltà, soprattutto nella Yosemite Valley nel Parco nazionale di Yosemite.
A partire dal 1975 ha collezionato i suoi primi successi e inaugurato nuove vie di ascensione come la Astroman grado 5.11c.
Altre famose vie da lui aperte sono Midnight Lightning, Separate Reality, Tales of Power.
Particolare esperienza della sua vita fu il ruolo di controfigura nel film Cliffhanger - L'ultima sfida, durante il quale strinse amicizia con l'attore Sylvester Stallone e con l'altro fenomeno delle pareti Wolfgang Güllich, morto prematuramente nel 1992 a 31 anni per un incidente stradale.